# Kniaz Pojarski (sous-marin)
Pour les articles homonymes, voir Pojarski.
 (juin 2025).
Le Kniaz Pojarski, en russe АПЛ Князь Пожарский, est un sous-marin nucléaire lanceur d'engins de classe Boreï inauguré par Vladimir Poutine le 24 juillet 2025 pour la marine russe,. Le sous-marin porte le nom du prince Dmitri Pojarski.

## Historique
Le projet 955A a été conçu par Sergei Kovalev du bureau d'études Rubin comme une variante améliorée du projet 955 d’origine. La construction du Kniaz Pojarski a commencé avec la pose de la quille le 23 décembre 2016 au chantier naval Sevmash à Severodvinsk, qui fait partie de la United Shipbuilding Corporation. Au moment de la pose de la quille, le commandant en chef adjoint de la marine russe, le vice-amiral Viktor Bursuk, a déclaré : « La série 955A touche à sa fin avec ce sous-marin. Aujourd’hui, la Marine travaille avec le bureau d'études Rubin à la modernisation du projet. Cependant, en novembre 2018, la construction de deux autres navires d’ici 2028 a été confirmée.
Le Kniaz Pojarski a été mis à flot pour les premières étapes des essais en mer avant 2022. Une fois mis en service, il sera déployé avec la flotte du Nord. Le Kniaz Pojarski, le Kniaz Potemkine et le Dmitri Donskoï sont les trois derniers sous-marins de la classe Boreï-A et seront, selon les plans, mis en service respectivement en 2024, 2028 et 2029. Tous les trois doivent être déployés dans la flotte du Nord, avec comme port d'attache Gadjievo sur la péninsule de Kola,.
Le 3 août 2025 le GUR (renseignement militaire ukrainien) a annoncé avoir mis la main sur un dossier confidentiel concernant ce sous-marin. L'analyse des   documents amène à penser que le Kniaz Pojarski fait l'objet d'importantes défaillances internes.           